# Sinningia incarnata
Sinningia incarnata är en tvåhjärtbladig växtart som först beskrevs av Jean Baptiste Christophe Fusée Aublet, och fick sitt nu gällande namn av Denham. Sinningia incarnata ingår i släktet Sinningia och familjen Gesneriaceae. Inga underarter finns listade i Catalogue of Life.